# جان هاوارد (بازیگر استرالیایی)
جان هاوارد (به انگلیسی: John Howard) (زادهٔ ۲۲ اکتبر ۱۹۵۲) بازیگر استرالیایی است.
از فیلم‌های معروف او می‌توان به بازی در فیلم‌های مکس دیوانه: جاده خشم، جینداباین و دوستی با دشمن اشاره کرد. او در سریال پرستاران نیز به ایفای نقش پرداخته است.